# Monteroni di Lecce
Monteroni di Lecce là một đô thị và thị xã của Ý. Đô thị này thuộc tỉnh Lecce trong vùng Apulia. Monteroni di Lecce có diện tích 16 km2, dân số theo ước tính năm 2005 của Viện thống kê quốc gia Ý là 13.754 người. Monteroni di Lecce cách Lecce 7 km ở khu vực có tên gọi Slento.
Các đơn vị dân cư:
Đô thị Monteroni di Lecce giáp với các đô thị: